# Selección de fútbol sub-23 de Grecia

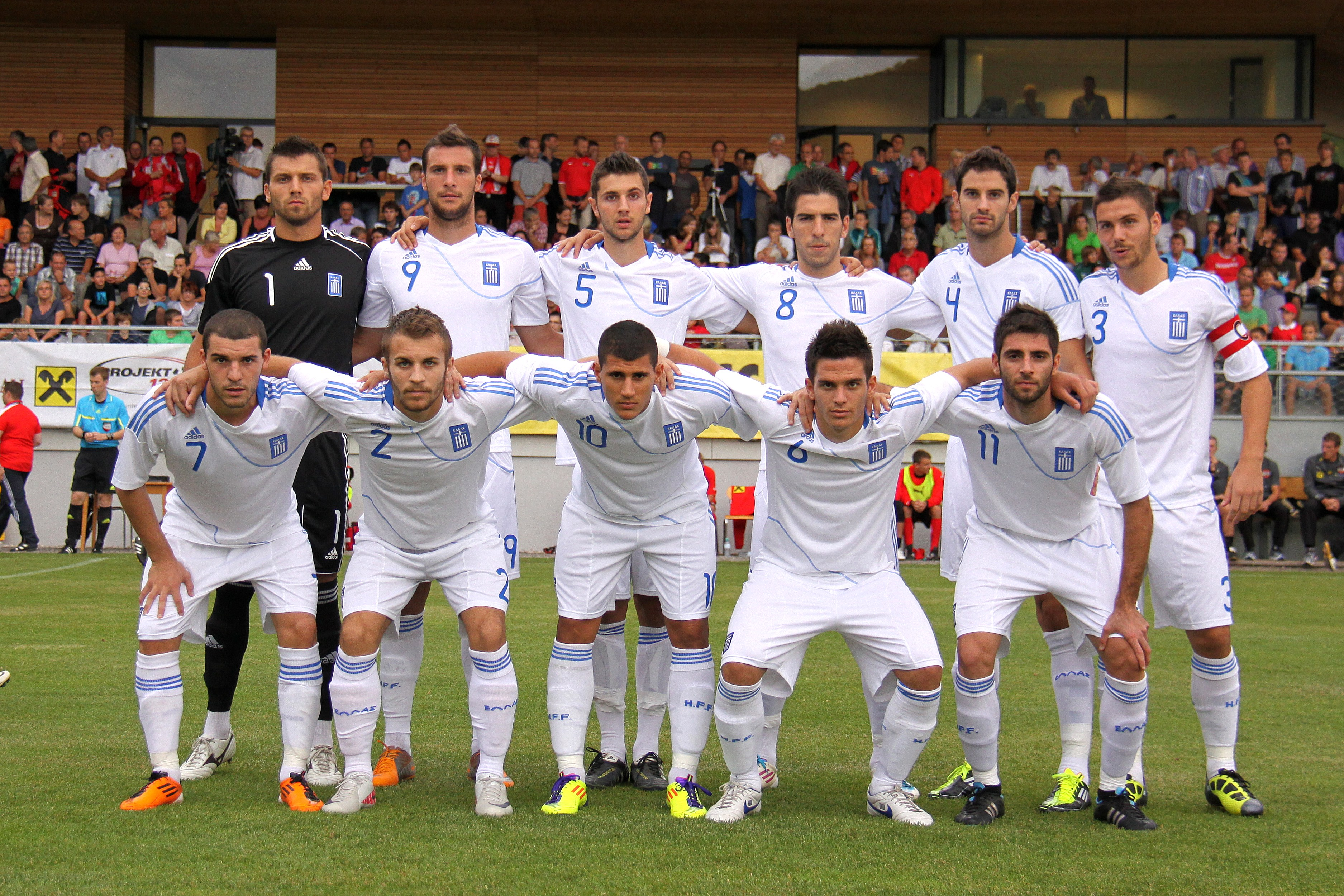
La selección de fútbol sub-23 de Grecia (2011-09-05).

La Selección de fútbol sub-23 de Grecia, conocida también como la Selección olímpica de fútbol de Grecia, es el equipo que representa al país en Fútbol en los Juegos Olímpicos y en la Eurocopa Sub-21; y es controlada por la Federación Helénica de Fútbol.

## Palmarés
- Eurocopa Sub-21: 0
  - Finalista: 2

1988, 1998

## Estadísticas

### Juegos Olímpicos
- de 1992 a 2000 : No clasificó
- 2004 : Fase de grupos
- de 2008 a 2012 : No clasificó

### Eurocopa Sub-21
El torneo es de selecciones categoría sub-21, pero técnicamente las selecciones participantes son categoría sub-23, y cada dos ediciones es la eliminatoria para los Juegos Olímpicos.
| Año     | Posición          |
| ------- | ----------------- |
| de 1978 | No clasificó      |
| 1980    | No clasificó      |
| 1982    | No clasificó      |
| 1984    | No clasificó      |
| 1986    | No clasificó      |
| 1988    | Finalista         |
| 1990    | No clasificó      |
| 1992    | No clasificó      |
| 1994    | Cuartos de Final  |
| 1996    | No clasificó      |
| 1998    | Finalista         |
| 2000    | Ronda de Play-Off |
| 2002    | Cuartos de Final  |
| 2004    | No clasificó      |
| 2006    | No clasificó      |
| 2007    | No clasificó      |
| 2009    | No clasificó      |
| 2011    | Ronda de Play-Off |
| 2013    | No clasificó      |
| Total   | 6/19              |

#### Récord Europeo
| Torneo                 | J   | G  | E  | P  |
| ---------------------- | --- | -- | -- | -- |
| UEFA U-21 Championship | 159 | 72 | 28 | 59 |